# Eatoniella obtusispira
Eatoniella obtusispira är en snäckart som först beskrevs av Powell 1955.  Eatoniella obtusispira ingår i släktet Eatoniella och familjen Eatoniellidae. Inga underarter finns listade i Catalogue of Life.